# 矮人 (中土大陸)
矮人（Dwarves）在托爾金（J.R.R. Tolkien）的奇幻小說世界中土大陸裡，是一支居住在阿爾達（Arda）裡面的種族。
矮人出現於托爾金許多作品，包括《哈比人歷險記》（1937）、《魔戒三部曲》（1954-55），以及他身故後由兒子克里斯托夫·托爾金編輯並出版的《精靈寶鑽》（1977）、《未完成的故事》（Unfinished Tales，1980）和《中土世界的歷史》（1983-96）系列。

## 創作發展

### 《失落的傳說》
《失落的傳說》（Book of Lost Tales）是托爾金最早的作品，最早可起源自1910年代。許多裡面的內容其實是現今讀者閱得的《魔戒》和《精靈寶鑽》等書本的初版。《失》一作被收錄於《中土世界的歷史》（The History of Middle-Earth）的第一、二部。
在《失》一作裡面，矮人只有極少出場機會，他們亦被描繪成為邪惡生物，是半獸人（Orcs）傭兵的僱主，並且與精靈們衝突連連。托爾金假想《失落的傳說》是由精靈（Elves）作者寫成，因此會對矮人有偏見歧視。托爾金對矮人的創作意念源於北歐神話，以及傳統歐洲的童話故事裡的矮人。托爾金汲取了這些故事對矮人的形象描述：熱衷於挖礦、鑄造、手工藝和收集金銀財貨。

### 《哈比人歷險記》
經過近20年的創作後，到1937年出版的《哈比人歷險記》（The Hobbit）時，托爾金大幅改變了對矮人的設定，不再形容他們為邪惡。在《哈》一書裡，矮人不時都有幽默感的表現和會裝模作樣，而且大體可視他們為可敬的、認真的種族。然而矮人依舊保有些許負面性格，繼續一貫醉心追求財貨、驕傲和偶而多管閒事。
根據《哈比人的歷史》（The History of the Hobbit），托爾金受到他閱讀過關於猶太人及其歷史的中世紀文獻影響，引伸出矮人與猶太人的相似性：同樣失去古老的家園、散居在其他民族之間卻仍保留自己的文化、天性善戰（這源於《希伯來聖經》，非中世紀文獻）、擁有巧手，可製作精美的作品（同樣地出現於北歐神話中的矮人形象）。
在《哈比人歷險記》裡，幾近所有矮人的名字都是來自《詩體埃達》（Poetic Edda）中的"Dvergatal"，又稱《矮人目錄》（Catalogue of the Dwarves）。 

### 《魔戒三部曲》
作為《哈比人歷險記》的後續作品，《魔戒三部曲》（Lord of the Rings Trilogy）維持了前者的大部份主題。托爾金為矮人創立了一種自己的語言，稱為矮人語（Khuzdûl），是類一種受希伯來音韻影響的閃米特語族語言。如同中世紀猶太人一樣，矮人只會在同胞之間使用矮人語，同時又學習居住的社區的語言，把自己的真名與母語視作秘密。托爾金創作了幾個矮人語的詞語，並發明自己的文字，色斯文（Cirth），假想是中土大陸的辛達族精靈創作，而矮人採用了這種文字。
書裡托爾金更進一步強調矮人失去了摩瑞亞（Moria）的家園而散居，以及利用配角矮人金靂（Gimli）對精靈凱蘭崔爾（Galadriel）的敬愛及與精靈勒苟拉斯（Legolas）的深厚友誼，使精靈與矮人的長久仇怨得到化解。金靂與勒苟拉斯的友誼被視作托爾金對「外邦人的反猶主義和反猶太人排他性」（"Gentile anti-Semitism and Jewish exclusiveness"）的回應。
托爾金更承認了猶太人對矮人創作的影響，在信件中表示：「我確將矮人想像成猶太人般：在自己的住處既是原居者又是外人，談著本地的語言，卻因本族隱密的語言而帶有口音...」。

### 《精靈寶鑽爭戰史》
在預備了《魔戒三部曲》後，托爾金重新投入對《精靈寶鑽》（The Silmarillion）的創作。他在《精靈寶鑽》為矮人的創造寫下詳細故事。另外在《失落的傳說》中一篇以矮人為中心的故事，"The Nauglafring"，也成為《精靈寶鑽》的眾多故事之一。這故事是矮人偉大作品諾格萊迷爾（Nauglamír）項鏈的早期版本，但沒有修改成符合中期開始的矮人正面形象。故此克里斯托夫·托爾金（Christopher Tolkien）在蓋伊·加費爾·凱（Guy Gavriel Kay）的幫忙下大幅重寫這故事，為出版作準備。

### 後期《精靈寶鑽》與最終版本
1969年以後托爾金寫下《矮人與人類》（Of Dwarves and Men）一文，提供詳細資料關於矮人對本族語言的使用、矮人語為本族的秘密和七支矮人部落的命名，並表明故事中的矮人名字均是源自中土大陸的北方人類。這文章顯現了托爾金對矮人的最後設定。《矮》一文後來被收錄於《中土世界的歷史》第十二部《中土世界的民族》。
托爾金生前最後一次訪談裡，他也略談到他作品中的矮人：「矮人當然十分明顯，難道你不會說矮人在許多方面讓你聯想到猶太人嗎？他們的語言是類閃族的，因為就是仿照閃族語言來建構」。

## 總覽

### 性格
在《精靈寶鑽》裡，矮人被形容為較精靈及人類身高較短，卻在堅毅上勝過他們，耐熱耐寒。他們性情頑固，是敵是友會很快決定，而且很能承受辛苦勞動、傷患和饑渴的折磨。
托爾金作品裡的矮人都一如神話般的矮人形象，是手巧的鐵匠、鑄工和雕刻家。而且他們在戰鬥中十分勇敢強悍，最常使用斧頭，不過也會用弓箭、劍、盾牌和鶴嘴鍬（Mattock）。然而托爾金的作品裡，矮人不像其他奇幻作品的矮人一樣會經常使用戰鎚為武器。
不像精靈及人類，矮人是由維拉奧力（Aulë）創造，並非由至上神伊露維塔（Ilúvatar）創造，但伊露維塔收養了矮人作為祂的養子。因為創造他們時米爾寇（Melkor）正肆虐世界，奧力把他們造得堅毅剛強，不易屈服於邪惡。他們也無法被轉化成幽靈，故此索倫不能藉七戒轉化或奴役他們，但七戒也使矮人心中燃起貪婪和憤怒，這有助於索倫行惡。

### 語言及文字

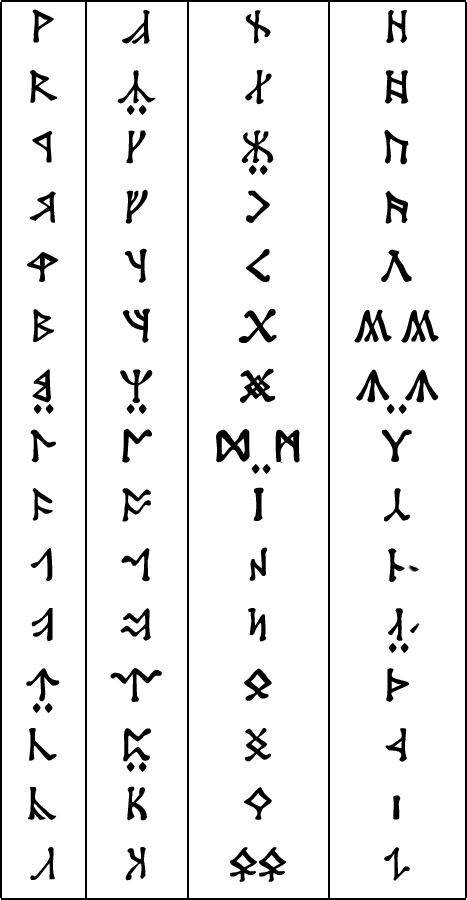
用於寫出矮人語的色斯文。

自矮人的創造以來，他們就一直用著矮人語（Khuzdul），由他們的創造者奧力設計的語言。因為矮人語是獨立發展，故此它不像人類語言般深受昆第的語言影響（亞維瑞、艾爾達都有影響），甚至反過來矮人語對早期人類的語言有一定影響。矮人對學習他族的語言之熱情較大，也經常使用它們。而矮人語則是一種秘密語言，只流傳在矮人之間，僅有極少數矮人之友學懂過矮人語，其中一例就是亞維瑞精靈伊奧（Eöl）。
矮人是不會把他們自己的矮人語名稱告知他族，連墓碑都不會刻上自己的名字，只為保密而已。他們只會使用他族為他們起的名字，金靂、巴林等名字其實都是源自於北方的人類。不過地名相對來說就較為寬鬆，矮人不太介意用矮人語把地名說出來，凱薩督姆（Khazad-dûm）一名就是其中一例，"Khazad"是矮人對本族的自稱"khuzd"的眾數態，"dûm"是解作「廳堂」。
矮人在與多瑞亞斯精靈貿易時，從對方身上學會了色斯文（Cirth），並且廣泛地使用和傳播它，使用範圍遠達隆恩山脈（Ered Luin）以東的大地。色斯文是由辛達族的宮廷詩人、博學大師戴隆（Daeron）所創造，是一種盧恩字母，同樣是古北歐文明的產物。
在托爾金小說裡唯一出現過的矮人語短句是"Baruk Khazâd! Khazâd ai-mênu!"（意思是「矮人之斧！矮人駕到！」），以及巴林的墓碑，寫著"BALIN FUNDINUL UZBAD KHAZAD-DÛMU"，即解作「巴林，方丁之子，摩瑞亞之王」。其餘出現的矮人語都只是單詞而已。

### 名稱
灰精靈用辛達林語（Sindarin）稱呼矮人為諾格林人（Naugrim），意思是「矮壯的人」Stunted People和剛希林人（Gonnhirrim），解作「岩石大師」Stone-lords。昆雅語矮人被稱為Casári。矮人則用自己的語言稱呼本族為凱薩德人（Khazâd），這是奧力替他們取的名字。 
《哈比人歷險記》其中十二位矮人的名字，托爾金都是從《詩體埃達》中的《女巫的預言》（Völuspá）借來的。

### 部落
《精靈寶鑽》表示，最早的矮人是分成了七個部落，當中有三支部落記錄在歷史中留名：
- Longbeards，他們是都靈的子民，居住在凱薩督姆（Khazad-dûm）。
- Firebeards，在隆恩山脈建立了諾格羅德（Nogrod）。
- Broadbeams，同樣在隆恩山脈建立了貝磊勾斯特（Belegost）。

第一紀元末憤怒之戰（War of Wrath）使大地崩裂、貝爾蘭陸沉，海水摧毀了隆恩山脈的兩座矮人堡壘，當中的居民都投靠了凱薩督姆的矮人。故此第二紀元開始的矮人歷史就是主要圍繞都靈一系，其餘四支部落的歷史則少之有少，僅提到他們在與半獸人的戰爭中出兵襄助同胞。
四族的名號是：
- Ironfists
- Stiffbeards
- Blacklocks
- Stonefoots

### 繁衍及生活
《魔戒三部曲》中，托爾金寫道他們的繁衍緩慢，因為他們當中的女性僅佔不足1/3的總人口，又並非全部女性都有結婚，部份因為得不到所愛之人，一些根本連男人都不想要。另外男性也有些寧願醉心工作也不結婚。
女性矮人不論外貌聲線，連旅行時的穿著都類似男性，令其他種族難以辨認她們，由此人類誕生了異想天開的說法，說矮人是從石頭中誕生。托爾金僅提及過一位女矮人，迪斯（Dís）。《珠寶之戰》（War of the Jewels）裡托爾金更直接表明女矮人其實與男性一樣都有鬍子。
因著矮人生活在地底，所以他們無法自己種植食物，唯有靠與精靈及人類的貿易來換取糧食。《矮人與人類》一文中，人類矮人混居的社區裡兩族分工清楚，人類是食物的主要提供者，是農夫和牧民；矮人就提供武器及工具，負責建路修橋等工程。

### 死亡
矮人是壽定的種族，平均壽命卻有達250歲之長。他們向來習慣死後蓋好墓穴，把屍體埋在石中。土葬與火葬均非矮人的慣常做法，但在2799年他們曾破例一次，因為那年南都西理安一戰死去的矮人太多，唯有火焚才能避免同胞屍體淪為鳥獸食物或半獸人的褻瀆物。
矮人認為，創造他們的奧力會在曼督斯（Mandos）的廳堂特別為他們設立一處地方，他們的靈魂會去到那裡，等待世界末日的來臨，可以參加第二次埃努的大樂章。矮人也相信，都靈是不死的，會以新的身體轉生世界。

### 與他族的關係

#### 精靈
精靈與矮人的關係是十分兩極化，辛達族精靈（Sindar）與西爾凡精靈（Silvan Elves）都不喜歡矮人。這是因為第一紀元時，兩族為了諾格萊迷爾與精靈寶鑽的爭奪權而爆發流血衝突，引致他們的世仇。不過後來這仇恨因著矮人金靂與辛達族精靈勒苟拉斯的友誼，以及他對羅斯洛立安（Lothlórien）領主夫人凱蘭崔爾（Galadriel）的尊敬而消除。
相反，諾多族精靈（Noldor）則是較親近矮人。諾多族最獲維拉奧力的喜愛，也是奧力的徒弟，而奧力也是矮人的創造者，這構成兩族友誼的開始。兩族友誼最好的時候是第二紀元，諾多族的伊瑞詹（Eregion）和凱薩督姆矮人好到甚至凱薩督姆的西門是由精靈與矮人合作製成，連這道門的密語也被設定為"Mellon"，是精靈語中「朋友」的意思。諾多族亦沒有因辛達族的仇恨而討厭矮人，如凱蘭崔爾曾經過凱薩督姆到達羅瑞安，而她的丈夫凱勒鵬（Celeborn）因著往日仇恨而沒有同行。不過亦不可忽視，諾多族在第一紀元時曾經也不喜歡矮人，特別是費諾家族的卡蘭希爾（Caranthir）。
其餘精靈如亞維瑞（Avari）、法拉斯瑞姆（Falathrim）對矮人的態度則不明。唯一出現在《精靈寶鑽》的亞維瑞精靈伊奧與矮人的關係很好，好到連矮人都把本族的語言傳授於他。不過伊奧並未能代表全部亞維瑞的態度。而矮人因為不喜歡大海，故與法拉斯瑞姆精靈的交涉極少，所以這些精靈對矮人的態度也是不明。

#### 人類
人類與矮人的關係只能算是普通之交，多時兩族會靠貿易互利共生。遠古時，剛甦醒的人類遊蕩於荒野，他們師從於亞維瑞，並與矮人有一定接觸，習得鑄造、金屬的知識技術，人類早期語言也有受矮人影響。
伊甸人（Edain）與矮人的交涉不多，可能因為伊甸人的家園不接近矮人。人類與矮人在第一紀元最著名的交涉都只是圖林·圖倫拔與小矮人密姆的關係。
第二紀元起，中土大陸北方的矮人與中土人類的貿易增多，人類提供糧食，矮人提供武器工具等。紀元末時矮人更加入了最後同盟，與努曼諾爾人並肩作戰，推翻索倫。第三紀元時，人類繼續與矮人的貿易關係。但中期開始矮人的家園逐漸失落，或遭到惡龍劫掠後，矮人變成流亡民族，客居在人類的聚居地。
第三紀元時孤山的矮人與河谷鎮的人類關係最好，經常貿易。河谷鎮的財富都源於矮人，故此在史矛革佔據孤山時，長湖鎮（Lake-town）的人類十分緬懷往昔山下王國存在的年日。河谷鎮重建後，孤山與河谷鎮繼續保持同盟，抵禦東方入侵的邪惡人類及半獸人。另一方面，在灰色山脈附近，矮人曾經因為惡龍史卡沙的寶藏遺產而與伊歐西歐德人類不和。人類領袖佛蘭把史卡沙的牙串成項鍊送給矮人作「寶物」，結果惹怒矮人，佛蘭遇害。雙方後來可能和解，平分了寶藏。少量史卡沙的遺產仍留至魔戒聖戰的洛汗（Rohan），例如是伊歐玟（Éowyn）贈與梅里（Merry）的號角。

#### 樹人
雖然樹人（Ents）是由奧力的妻子雅凡娜（Yavanna）創造，但是因為奧力向她保密關於矮人的創造，故此雅凡娜預言矮人將不會喜愛她的任何她所喜愛的事物。這可能先天上造成矮人對樹人的恐懼和討厭。
唯一可找到的樹人與矮人的交涉，是在第一紀元多瑞亞斯被矮人掠奪之後。矮人在返回諾格羅德之際被貝倫統領的綠精靈襲擊，剩餘的殘兵逃到山中，被樹人完全殲滅。

#### 龍
在第三紀元時，矮人最大的敵人是貪圖他們寶藏的惡龍。惡龍對東方四個矮人部落的攻擊可能在很早期的第三紀元已經開始，但至紀元中期才發生惡龍攻擊都靈的子民。當時最著名攻擊的矮人的惡龍包括史卡沙（Scatha）與史矛革（Smaug），還有一頭不知名的冰龍。都靈子民在灰色山脈、孤山的寶庫都被掠奪，最遲要至2941年史矛革死後矮人才光復他們失落的家園和寶藏。
另外遠在第一紀元時，矮人也參加對抗魔苟斯的戰爭，與惡龍戰鬥過。最著名的矮人戰績是貝磊勾斯特的阿薩格哈爾（Azaghâl）王重創了格勞龍（Glaurung）。大約在格勞龍初出現之時，諾格羅德鐵匠塔爾查（Telchar）按格勞龍的形象打造了龍盔（Dragon-helm），這頭盔後來歸於哈多族的領袖。

#### 埃努
第三紀元之時，西方維拉派遣五位邁雅前來中土，當中以甘道夫（Gandalf）與矮人的關係最好。他曾經在多爾哥多為瀕死的都靈子民領袖索恩二世把孤山的地圖和鎖匙轉交於其子索林·橡木盾。他也協助策劃消滅史矛革，光復山下王國。
第三紀元時，都靈子民亦與另一位埃努有深仇大恨，那就是摩瑞亞炎魔（Barlog of Moria）。炎魔一連殺害兩名都靈子民的君王，還逼使他們拋棄凱薩督姆，讓他們變成流亡民族。

## 歷史
矮人是一支古老的民族，他們甦醒的時間大概在精靈甦醒（Awakening of the Elves）之後，但同樣在日月出現之前。

### 創造
矮人是於雙樹紀（Years of the Trees）時被奧力創造。奧力對其他維拉都保密，當他完成矮人的創造時，伊露維塔卻向他顯現，指他的行為超越他的權限。奧力承認錯失，但不忍破壞他的造物而哭泣，於是伊露維塔憐憫下收養矮人為養子。奧力遂把七位矮人祖先置在不同地方，讓他們沉睡直至精靈甦醒過來。

### 第一紀元及以前
在庫維因恩（Cuiviénen）的精靈甦醒後，矮人也甦醒過來。他們當中最年長的是都靈（Durin），他漫遊這大地直至來到迷霧山脈（Misty Mountain）下。在那裡他建立了凱薩督姆，凱薩督姆迅速發展並變得繁榮，並因為遠離貝爾蘭的戰事而無憂無慮下渡過漫長的和平歲月。
至於在隆恩山脈，矮人兩支部落建立了諾格羅德與貝磊勾斯特。他們經常前往多瑞亞斯與辛達族交易，並為辛達族之王埃盧·庭葛（Elu Thingol）鑄造武器和打造珍寶，更為庭葛建立了千石窟宮殿明霓國斯（Menegorth）。後來矮人也為芬羅德·費拉剛（Finrod Felagund）建立了納國斯隆德。
憎恨邪惡的矮人也站在精靈及人類的一邊，對抗魔苟斯的攻擊。他們參與了第一戰役、第五戰役，戰績彪炳，尤其第五戰役中貝磊勾斯特的矮人是唯一能抵擋住龍燄的軍隊。
在第一紀元後期，一次精靈與矮人的慘劇因為精靈寶鑽的爭奪權而發生。庭葛請矮人為他把寶鑽鑲在諾格萊迷爾項鍊上，但矮人因為垂涎寶石而殺了庭葛。精靈們把殺人兇手消滅，逃脫的矮人謊稱庭葛拒絕付報酬並殺人滅口，引來諾格羅德矮人攻入明霓國斯。精靈大敗，明霓國斯被洗劫一空，但不久貝倫（Beren）帶兵殲滅了矮人大軍，奪回寶鑽。自此辛達族精靈與矮人結下大仇。
紀元結束時貝爾蘭陸沉毀滅，隆恩山脈中的矮人家園盡毀，他們逃到凱薩督姆，增強了它的實力。

### 第二紀元
凱薩督姆接收大量矮人難民而力量大增，而且他們的財富因著挖掘到秘銀（Mithril）而大大增加。接近凱薩督姆西門的諾多族精靈王國伊瑞詹（Eregion）與矮人建立良好關係，常常交易。矮人也與北方的人類建立貿易關係。
第二紀元中期，伊瑞詹的凱勒布理鵬（Celebrimbor）打造了十九枚力量之戒（Rings of Power），其中七戒歸屬於矮人。七戒讓矮人積累大量財富，據傳每個矮人寶庫各自建基於一枚戒指上。但索倫控制持戒者的陰謀暴露，怒而出兵攻打精靈，凱薩督姆的矮人也參戰。索倫自此憎恨凱薩督姆矮人，命半獸人攻擊他們。
第二紀元末索倫向精靈及努曼諾爾人開戰，凱薩督姆的矮人參與了精靈及人類最後同盟（Last Alliance of Elves and Men），一同打擊索倫的勢力。不過也有一些矮人投向了索倫的陣營。最終同盟軍取得勝利，推翻索倫。

### 第三紀元
最後聯盟戰役勝利後，矮人回到凱薩督姆，繼續保護他們的財富。不過凱薩督姆的人口逐漸減少，許多廳堂都變得黑暗和荒蕪，而且秘銀愈來愈稀有。其他矮人則因為他們的財寶惹來惡龍的覬覦，一個一個被攻陷和掠奪，連七戒中的四枚都被惡龍的火燄吞沒。
但真正讓凱薩督姆淪陷的原因在1980年炎魔的甦醒。牠被稱為都靈的剋星（Durin's Bane），是由於牠殺了凱薩督姆之王都靈六世（Durin VI）和其子耐恩一世（Nain I）。矮人為挖得更多秘銀而過於深入，喚醒了牠，結果惹來災禍。矮人無法打倒牠，甚至連趕走牠的力量都沒有，結果矮人唯有放棄凱薩督姆，變成流浪的民族。
放棄凱薩督姆28年後，索恩一世（Thráin I）來到孤山，建立了山下王國。在那裡他們挖掘到一塊極巨大的寶石，稱為家傳寶鑽（Arkenstone）。2210年，索林一世（Thorin I）前往灰色山脈（Ered Mithrin）建立統治。孤山至灰色山脈聚居地建立的期間，矮人一處寶庫被惡龍史卡沙（Scatha）奪走。不過史卡沙被伊歐西歐德（Éothéod）領袖佛蘭（Fram）殺掉，矮人與他因史卡沙的遺產而衝突。
都靈子民累積的財富引來新一批貪心的惡龍：2570年惡龍開始攻擊，19年後一隻冰龍殺了丹恩一世（Dáin I）和他的次子，掠奪了灰色山脈。2770年，連伊魯伯都難逃厄運，史矛革（Smaug）向居民宣戰，佔據孤山並毀滅了河谷鎮，索爾（Thrór）與家人逃出。部份伊魯伯的難民逃到鐵丘陵（Iron Hills）建立新的家園。
絕望和窮困交逼下的索爾在20年後，來到被半獸人佔據很久的摩瑞亞，結果遭阿索格（Azog）斬殺。這羞辱觸發矮人與半獸人之戰爭（War of the Dwarves and Orcs），雙方都痛下殺手。大戰六年後雙方最終在摩瑞亞東門的南都西理安（Nanduhirion）爆發決戰，矮人雖死傷慘重，卻報得大仇、阿索格被誅殺。
阿索格身亡，但摩瑞亞始終仍被炎魔佔據，都靈的直系後裔於是前去隆恩山脈建立流亡王國。不久索恩二世（Thráin II）被戒指驅使而走到荒野，再探伊魯伯，結果被索倫的部下追殺，最後被抓到多爾哥多（Dol Goldur）裡面，最後一枚七戒被索倫收回。
2941年，索林·橡木盾（Thorin Oakenshield）在布理（Bree）偶遇灰袍巫師甘道夫（Gandalf the Grey），二人即合謀奪回孤山。比爾博·巴金斯（Bilbo Baggins）被甘道夫強逼開始旅程，不過最後他們成功讓史矛革被神射手巴德（Bard）射殺。半獸人聞風即進襲孤山，五軍之戰（Battle of Five Armies）爆發，矮人、精靈、人類及巨鷹聯手把敵人打敗。山下王國復興，索林卻戰死，故此由丹恩二世·鐵足（Dáin II Ironfoot）繼位為山下之王。
在愛隆會議前不久，索倫三度派使利誘丹恩供出比爾博的情報，表示願意把摩瑞亞和三枚矮人戒指歸還。矮人拒絕相信他的謊言。矮人同時也遣使者葛羅音（Glóin）出席愛隆會議，金靂更代表矮人加入魔戒遠征隊（Fellowship of the Ring）。山下王國也同時遇襲，索倫麾下的東方人（Easterlings）圍攻河谷鎮和孤山。丹恩在河谷鎮的布蘭德王（Brand）遺體前奮戰至死，矮人和人類退守伊魯伯。魔戒毀滅後東方人士氣驟降，伊魯伯的矮人發動反攻，擊敗東方人，解除中土大陸最後一個危機。

### 第四紀元
第四紀元之初，金靂帶著一些矮人遷到閃耀洞穴愛加拉隆（Aglarond），在那裡建立一處矮人的殖民地，成為該地的統治者。矮人也派使參加了亞拉岡（Aragon）的加冕禮，並幫助重修米那斯提力斯（Minas Tirith）的城門。而摩瑞亞的邪惡也因炎魔被殺、索倫滅亡而清空，矮人在都靈七世（Durin VII）的領導下重返故鄉。

## 小矮人
小矮人（Petty-dwarves）來自不同的矮人部落，他們因為不知名的原因而在遠古時被放逐了。小矮人在辛達林語中被稱為諾吉斯·尼賓（Noegyth Nibin），昆雅語是Pitya-naukor。他們是最早翻越隆恩山脈來到貝爾蘭（Beleriand）的矮人，在納國斯隆德（Nargothrond）的洞穴與路斯山（Amon Rûdh）建立過據點。
他們的身材縮小了又駝背，顯得鬼鬼祟祟，以盜竊為生，早已失去了許多冶金和鑄造的知識。他們心胸狹窄、自私自利和貪婪，無論精靈、矮人和人類都不喜歡他們，小矮人也一樣討厭他們，尤其憎恨精靈，亦對半獸人又怕又恨。小矮人與矮人的分別很大。小矮人更為矮小、不善於交際，但樂於把自己的矮人語名字告知他人，而矮人們是不會的。這可能構成小矮人遭流放的原因之一。
在矮人來到貝爾蘭前，辛達族精靈不知道他們是甚麼生物，還會獵殺他們，稱呼他們為(Levain) Tad-dail，意思是「兩足的(動物)」。後來了解矮人後精靈們就直接無視他們，甚至遺忘了他們，小矮人變成只活在多瑞亞斯和納國斯隆德的傳說裡。
珠寶之戰期間，小矮人已經瀕臨滅絕，密姆（Mîm）和他的兩名兒子可能是最後的小矮人。密姆的兒子先後被圖林·圖倫拔（Túrin Turambar）的亡命之徒和半獸人殺害。最終胡林（Húrin）的復仇來到納國斯隆德找到密姆，將他殺了，應該小矮人自此就完全滅亡。

## 改編描述
2003年彼得·傑克遜（Peter Jackson）執導的《魔戒電影三部曲》，金靂作為遠征隊成員出現，另外第一部《魔戒首部曲：魔戒現身》裡分配力量之戒時出現了七名矮人。2012年推出的《哈比人電影系列》裡索林·橡木盾等一眾參加奪回伊魯伯的矮人、丹恩二世·鐵足皆有登場。

## "Dwarves"的串法
《哈比人歷險記》的原編輯「糾正」了托爾金對矮人複數的串法，由"dwarves"改成"dwarfs"，後來的《魔戒三部曲》其中一版都有作出如此糾正。事實上如果查字典的話，會查到"dwarfs"是複數形。托爾金本人指出，"dwarf"的古串法，也是真正串法是"dwarrows"或"dwerrows"。他稱"dwarves"是「一個個人的文法錯誤」。 根據《魔戒》附錄六，托爾金解釋若人們經常使用"dwarves"一字，英語就可以為"dwarf"保留一個特別的複數形，如同"goose"和"geese"這配對。儘管托爾金較喜歡古串法，但"dwarrow"一字僅用於稱呼摩瑞亞，"Dwarrowdelf"，是人類對摩瑞亞的古名，意思是「矮人洞」。 
托爾金使用"dwarves"一字為對應"elf"與"elves"。在此應考慮"dwarf"一字的語源發展與近音的"scarf"（眾數態為"scarves"）有所不同。"dwarf"起源於古諾爾斯語（Old Norse）的"dvergr"，但按後者的發展該出現"dvorgr"這複數形。可是"dvorgr"一字從未被記錄過，而且英語與諾爾斯語的校正是發生於語言史的很早期。

## 資料來源
1. ↑  《中土世界的歷史》 vol.1《失落的傳說：上》"Gilfanon's Tale"
2. ↑  《中土世界的歷史》 vol.2《失落的傳說：下》"The Nauglafring"
3. ↑  Shippey, Thomas. J.R.R. Tolkien: Author of the Century. HarperCollins, 2000
4. 1 2 3  Jane Chance, Tolkien and the Invention of Myth: A Reader (2004). University Press of Kentucky. ISBN 0813123011
5. 1 2 3 4  Rateliff, John. The History of the Hobbit. p.79-80
6. 1 2  Owen Dudley Edwards, British Children's Fiction in the Second World War(2008) Edinburgh University Press, ISBN 0748616519
7. ↑  Douglas Anderson, History of the Hobbit, Harper Collins 2006 p. 80
8. ↑  原文是: "I do think of the 'Dwarves' like Jews: at once native and alien in their habitations, speaking the languages of the country, but with an accent due to their own private tongue..."
9. ↑  《托爾金的信件》第176
10. ↑  原文如下: "The dwarves of course are quite obviously,  wouldn't you say that in many ways they remind you of the Jews? Their words are Semitic, obviously, constructed to be Semitic."
11. ↑  Gerrolt, Dennis Now Read On... interviewBBC,1971
12. ↑  《精靈寶鑽》 2002年 聯經初版翻譯 第二章《奧力與雅凡娜》
13. ↑  《哈比人歷險記》 "The Gathering of the Clouds"
14. ↑  The Languages of Tolkien's Middle-earth, Ruth S. Noel, Houghton Mifflin Company, 1980
15. ↑  《中土世界的歷史》 vol.11《珠寶之戰》"Of the Naugrim and the Edain"
16. ↑  A Guide to Tolkien, David Day, Chancellor Press, 2002
17. ↑  《魔戒首部曲》 Book Two "A Journey in the Dark"
18. ↑  《精靈寶鑽》 2002年 聯經初版翻譯 第十三章《諾多族返回中土大陸》
19. ↑  《未完成的故事》 Part 4 "The Druedain"
20. ↑  第一紀元時伊甸人聚居在多爾露明、貝西爾和拉德羅斯，只有伊斯托拉德比較接近。第二紀元時伊甸人絕大部份都移居努曼諾爾。第三紀元時登丹人分成南北王國，只有亞爾諾較有機會接觸矮人。
21. ↑  《未完成的故事》 "Narn i Chîn Húrin"
22. ↑  《托爾金的信件》第138
23. ↑  .   [2011-08-22]. （原始内容存档于2012-10-09）.
24. ↑  原文為"a piece of private bad grammar"
25. ↑  《托爾金的信件》第17